# Ottebol
Ottebol är en småort i Arvika kommun, belägen vid södra änden av Nysockensjön i Ny socken. 
På orten finns en lanthandel och det sker även produktion av timmerstugor.

## Historia
1940 greps Ernst Wollweber på Ottebols Järnvägsstation. Han var vid tillfället den mest eftersökta mannen i Europa av Gestapo.
Samma år skedde även en stor tågolycka i Ottebol som orsakades av förrymda kor på spåret. Järnvägen var en viktig transportväg till Norge och det tog 5 månader att laga spåret och kostade cirka en halv miljon kronor. 
2012 beslutade Värmlandstrafik att lägga ner 15 järnvägsstationer längs Värmlands- och Fryksdalsbanan. Stationen lades ned den 10 december 2016.
I oktober 2020 beslutade Värmlands kollektivtrafiknämnd att från december åter öppna stationerna i Ås, Brunsberg, Lene, Lerot och Ottebol som hållplatser i persontrafiken.